# Stazione di Vallelunga
La stazione di Vallelunga è una stazione ferroviaria posta sulla linea Caltanissetta-Palermo. Serve il centro abitato di Vallelunga.